# Quirino (Södra Ilocos)
Quirino (Bayan ng Quirino) är en kommun på Filippinerna. Kommunen ligger på ön Luzon, och tillhör provinsen Södra Ilocos. Folkmängden uppgick 2012 till 7 130 invånare.
Quirino delas in i 9 barangayer.